# 華梵大学
華梵大学（かぼんだいがく、華梵大學、Huafan University）は、新北市にある私立総合大学。

## キャンパス
華梵大学キャンパス
新北市石碇区の崩山大崙(568m)の南側標高500～550mにあり、南投県埔里にある国立曁南国際大学についで2番目に標高が高い位置にある。
宿舎があるとともに学生専用バスおよび公共バス(666華梵大学線)が運行されている。

## 歴史
| 年     | 月日 | 事跡                       |
| ------ | ---- | -------------------------- |
| 1990年 | -    | 「華梵工学院」として開校   |
| 1993年 | -    | 「華梵人文科技学院」と改称 |
| 1997年 | -    | 「華梵大学」と改称         |

## 組織
2021年9月現在
| | |
| - 人文および芸術学院 - 東方人文思想研究所 - 美術および文創学科 - 中国文学科 - 外国文学科 - 哲学科 - 芸術設計科 - 知恵生活科技学院 - 知恵生活科技学科 - 機電工学科 - 電子工学科 - 工業工学経営情報学科 - 情報管理学科 | - 設計および創意学院 - 知恵生活設計学科 - 撮影およびVR設計学科 - 建築学科 - 工業デザイン学科 - 景観および環境設計学科 - 仏教芸術学院 - 仏教学科 |

## 教員

### 歴代学長
| 代 | 氏名 | 任期 |
| -- | ---- | ---- |

## 校歌
華夏文風被万世、梵宇巍峨雲端聳

慈雲法雨悉沾灑、良師益友、建起華梵好学風

東土慧日照、儒佛聯心、崇善去悪、共済和衷

淑世造人才、為国培良棟、人文科技詮体用、徳学相彰楽融融

千秋万歳仰聖流、全球各国、宝島朝宗。全球各国，宝島朝宗。